# Castello di Warberg

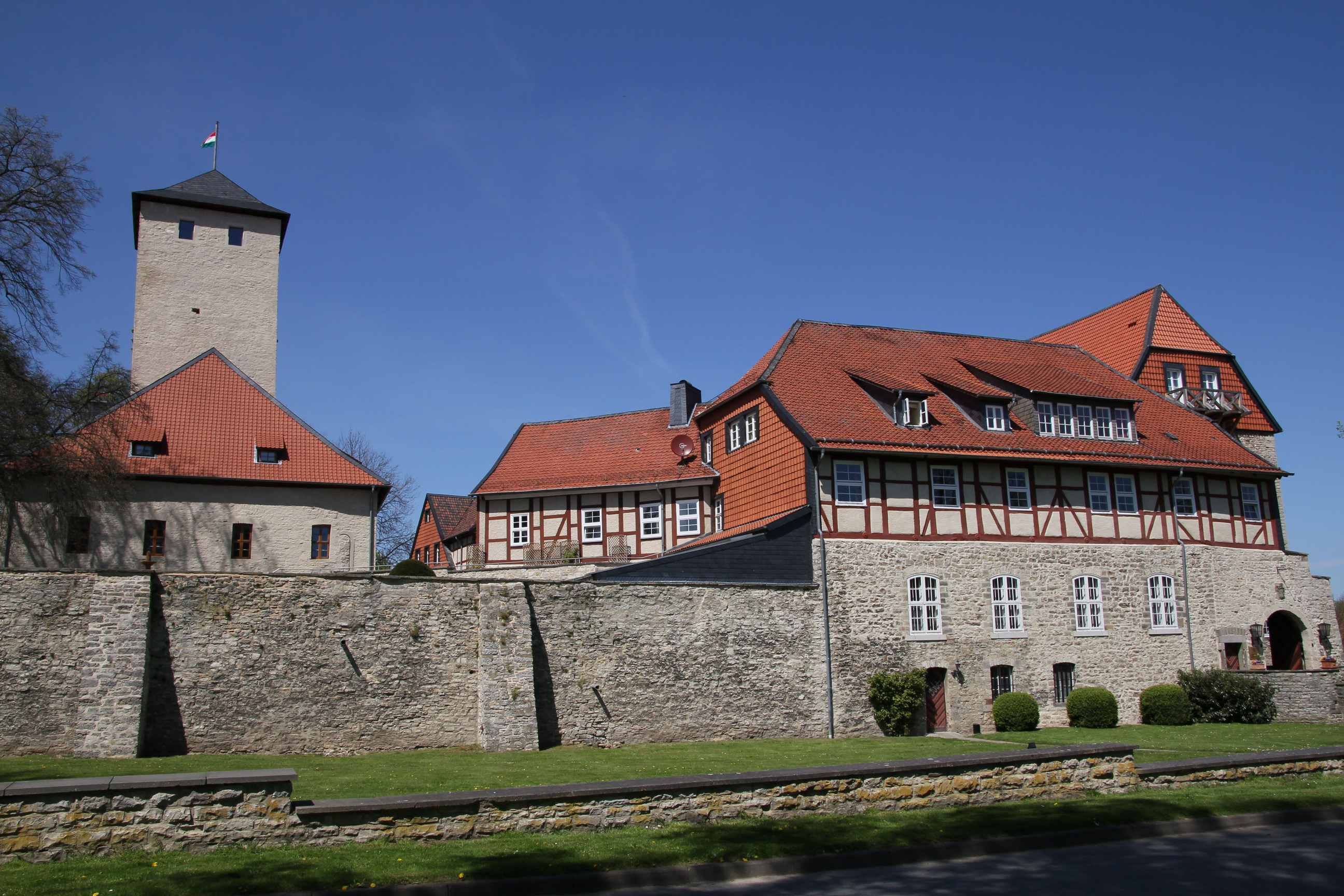
Veduta del castello di Warberg

Il castello di Warberg si trova nel comune di Warberg, sul margine orientale della catena montuosa dell'Elm, nella Bassa Sassonia orientale. Il castello con fossato fu fondato nei primi decenni del XIII secolo dai nobili di Warberg, di cui per secoli fu la sede originaria. È il successore dell'antico castello di Warberg, distrutto nel 1199 e situato a due chilometri a sud-ovest sul versante dell'Elm.

## Storia

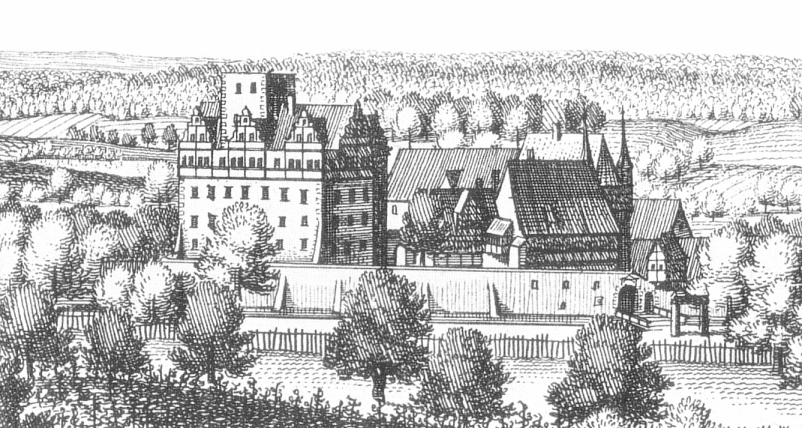
Il castello nel 1654

Dopo che il castello di Warburg, a due chilometri di distanza, fu distrutto nel 1199 dall'arcivescovo di Magdeburgo Ludolf von Kroppenstedt, i nobili di Warberg costruirono il castello di Warberg su un nuovo sito nei primi decenni del XIII secolo.
Nel 1356 il castello fu gravemente danneggiato in una faida con l'arcivescovo di Magdeburgo. L'antica fortezza era in forma di una Motta castrale, i cui resti sono ancora visibili. Il complesso fu poi ricostruito più grande e fortificato; il torrione è senza dubbio uno dei primi edifici ad essere stato eretto. Intorno a questo luogo, i baroni di Warberg costruirono nel XIV secolo un maniero che fu gravemente danneggiato durante la Guerra dei Trent'anni. A partire dal XVI secolo si verificò il declino economico dei Signori di Warberg, che nel 1568/69 dovettero rinunciare all'immediatezza imperiale di cui godevano in precedenza e prendere il castello in feudo dai Duchi di Brunswick-Lüneburg.
Il duca Augusto di Brunswick-Lüneburg prese Warberg come feudo fisso nel 1650. Il sito fu utilizzato come residenza ufficiale e dal 1686 come dominio.
Dopo essere stato un ospedale militare durante la Seconda Guerra Mondiale e un ospedale per la tubercolosi del distretto di Helmstedt dal 1948 al 1955, il castello di Warberg è stato utilizzato dal 1955 come centro di formazione per una scuola tecnica privata per il commercio agricolo.
Dal 1999 sono stati eseguiti lavori di ristrutturazione del castello superiore con la partecipazione del "Freundeskreis Burg Warberg" (Circolo degli amici del castello di Warberg), che sono durati fino al 2004. Nel 2005 sono stati eseguiti ulteriori interventi di conservazione del castello inferiore.

## Descrizione
Il nuovo castello di Warberg è diviso in un castello superiore sud-occidentale e in un castello inferiore nord-orientale. Il nucleo del castello superiore è costituito da un torrione quasi quadrato con feritoie, lungo circa 8 metri per lato e alto 19 metri. È circondato da un edificio a un piano con un portale decorativo della seconda metà del XVI secolo. Questo costituisce il basamento di un edificio che nell'incisione di Merian del 1654 appare ancora a tre piani con timpani rinascimentali. Il piano del castello superiore è separato da quello inferiore da un muro di contenimento. Il cortile del castello inferiore è circondato su tre lati da edifici, tra cui la casa principale in pietra a tre piani e la cappella menzionata per la prima volta nel 1346. L'estremità settentrionale è costituita da un nuovo edificio a graticcio su un basamento in pietra. 
I resti del fossato, che era largo fino a 15 metri, esistono ancora a est e a ovest del complesso. Inoltre, un bastione lungo 38 m, largo 14 m e alto 3,8 m si estende ancora a sud-ovest.